# Арабский язык в Израиле
Арабский язык с 2018 года не является официальным языком в Израиле, но имеет особый статус. Используется арабским населением Израиля, которое составляет примерно пятую часть населения страны, при этом подавляющее большинство израильских арабов, наряду с арабским, свободно говорят на иврите.

## Языковая политика в период британского мандата в Палестине
В период британского мандата в Палестине (с 1922 по 1948) в Палестине/Эрец-Исраэль официальными языками признавались английский, иврит и арабский.
На протяжении всего периода британского мандата шло параллельное использование трёх языков на знаках, банкнотах, монетах, марках, разработке постановлений и официальных объявлений британской администрации, также на трёх языках велась часть передач радиостанции «Голос Иерусалима».

## Регулирование использования арабского языка в государстве Израиль
В настоящее время законодательством Израиля установлено, что государственные телевизионные каналы Израиля должны часть эфирного времени выделять для передач на арабском языке (или обеспечивать перевод ивритоязычных передач), частные компании должны переводить на арабский язык документы по охране труда, если существенное количество их сотрудников — арабы; на арабском языке должны быть представлены сведения о медикаментах или об опасных химических веществах, а также предвыборная информация.
Законы, принимаемые Кнессетом, издаются на иврите, позже выполняется их перевод на арабский и английский языки. Сам закон вступает в силу сразу после публикации его текста на иврите в одной из официальных газет страны. Недоступность текста, не переведенного на арабский язык, может рассматриваться как средство юридической защиты только в том случае, если обвиняемый докажет, что он никаким из возможных способов не мог понять значение закона.
В результате многочисленных обращений в Верховный суд Израиля в 1990-е годы в стране резко возросло количество уличных вывесок на арабском языке. После одного из таких обращений арабо-израильских организаций Верховный суд постановил, что, являясь вторым по значимости после иврита, арабский язык становится официальным языком Государства Израиль и должен использоваться шире.
Арабский язык может законно использоваться и в самом Кнессете, но арабские депутаты редко пользуются этой возможностью, поскольку все арабоязычные депутаты владеют ивритом, но не все ивритоязычные депутаты в достаточной мере владеют арабским.
В ивритоязычных школах с седьмого по девятый классы преподают арабский язык. При этом все желающие могут продолжить изучение арабского до 12-го (выпускного) класса и сдать выпускной экзамен по арабскому языку.
В марте 2007 года Кнессет принял закон о создании в Израиле Академии арабского языка, подобной Академии языка иврит. Эта Академия была создана в 2008 году в Хайфе, в настоящее время её возглавляет профессор Махмуд Ганайем.
В 2008 году группа депутатов Кнессета вынесла на рассмотрение законопроект о лишении арабского статуса государственного языка Израиля, но эта инициатива была отклонена.
В 2009 году министр транспорта Исраэль Кац заявил, что в дорожные знаки на всех основных дорогах Израиля, в Восточном Иерусалиме и, возможно, на части Западного берега будут внесены поправки, а именно: топонимы на английском и арабском языках будут заменены транслитерацией на иврите. В настоящее время большинство дорожных знаков Израиля содержит надписи на всех трёх языках. Министерство транспорта будет осуществлять эту замену указанные постепенно, по мере износа знаков.
Согласно основному закону «Израиль — национальное государство еврейского народа», принятому в 2018 году, арабский язык лишился статуса государственного языка, но за ним закреплен особый статус.